# Нижній Чат
Нижній Чат (рос. Нижний Чат, башк. Түбәнге Сат) — присілок у складі Янаульського району Башкортостану, Росія. Входить до складу Месягутовської сільської ради.
Населення — 219 осіб (2010; 268 у 2002).
Національний склад:
- башкири — 71 %
- татари — 28 %